# Roquette-Pinto

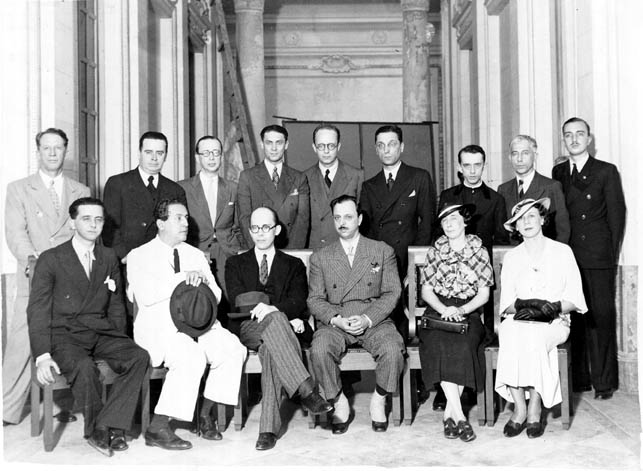
Manuel Bandeira (3.º da esquerda para direita em pé), Alceu Amoroso Lima (5.ª posição) e Dom Hélder Câmara (7.ª) e sentados (da esquerda para direita), Lourenço Filho, Roquette-Pinto e Gustavo Capanema
Rio de Janeiro, 1936.

Edgard Roquette-Pinto (Rio de Janeiro, 25 de setembro de 1884 — Rio de Janeiro, 18 de outubro de 1954), foi um médico legista, professor, escritor, antropólogo, etnólogo e ensaísta brasileiro. Membro da Academia Brasileira de Letras, é considerado o pai da radiodifusão no Brasil. Criador da Rádio Sociedade do Rio de Janeiro, com o intuito de difundir a educação por este meio, por volta de 1923.Edgard Roquette-Pinto teve 3 filhos: Paulo Roquette-Pinto, Maria Beatriz Roquette-Pinto e Carmen Lucia Salles Roquette-Pinto.

## Biografia
Roquette-Pinto estudou na Faculdade de Medicina da Universidade Federal do Rio de Janeiro, colando grau em 1905. Logo depois de formado iniciou uma série de estudos sobre os sambaquis das costas do Rio Grande do Sul. Foi professor assistente de antropologia no Museu Nacional da UFRJ em 1906, professor de história natural na Escola Normal do Distrito Federal em 1916 e professor de fisiologia na Universidade Nacional de Assunção em 1920.
Em 1912 Roquette-Pinto fez parte da Missão Rondon e passou várias semanas em contato com os índios nambiquaras que até então não tinham contato com a civilização. Na volta, trouxe vasto material etnográfico e, como resultado dessa viagem, publicou em 1917 o livro Rondônia - Antropologia etnográfica, considerado um clássico da antropologia brasileira. Seus estudos sobre os tipos antropológicos do Brasil ganharam destaque por demonstrar que a miscigenação racial brasileira não havia produzido "tipos raciais" degenerados ou inferiores. Ao contrário. De acordo com as suas pesquisas, a população mestiça brasileira era saudável e eugênica, o que refutava os tradicionais estigmas raciais produzidos por cientistas e viajantes que passaram pelo Brasil desde o século XIX, ou mesmo por setores das elites intelectuais brasileiras. De acordo com a antropologia de Roquette-Pinto, o grande problema dos brasileiros não era a raça, mas sim as questões sociais e políticas, sobretudo a falta de educação e saúde pública.
Foi diretor do Museu Nacional da UFRJ em 1926, organizando ali a maior coleção de filmes científicos no Brasil.
Em 1932, Getúlio Vargas aprovou a lei sobre a obrigatoriedade da exibição de filmes nacionais e Roquette-Pinto criou o Instituto Nacional de Cinema Educativo (INCE). A pedido do  ministro da Educação e Saúde, Gustavo Capanema, convidou o diretor Humberto Mauro para trabalhar com ele. Humberto filmou mais de trezentos documentários de curta-metragem, entre 1936 e 1964.
Roquette–Pinto foi membro do Instituto Histórico e Geográfico Brasileiro, da Academia Brasileira de Ciências, da Sociedade de Geografia, da Academia Nacional de Medicina, da Associação Brasileira de Antropologia (da qual foi presidente de honra) e de inúmeras outras associações culturais, nacionais e estrangeiras. Foi um dos fundadores do Partido Socialista Brasileiro.

### Na Academia Brasileira de Letras
Na Academia Brasileira de Letras, foi o terceiro ocupante da cadeira 17, tendo sido eleito em 20 de outubro de 1927, na sucessão de Osório Duque-Estrada, e foi recebido pelo acadêmico Aloísio de Castro em 3 de março de 1928. Recebeu os acadêmicos Afonso Taunay em 6 de maio de 1930, e Miguel Osório de Almeida em 23 de novembro de 1935.
Edgar Roquette-Pinto também é homenageado pela Academia Brasileira de Médicos Escritores como patrono da cadeira 33, cujo fundador é o médico urologista paulista Helio Begliomini.

### Primeira rádio do Brasil
No ano que comemorou o I Centenário da Independência do Brasil, ocorreu no Rio de Janeiro, então capital federal, uma grande feira internacional, que recebeu visitas de empresários americanos trazendo a tecnologia de radiodifusão para demonstrar na feira, que nesta época era o assunto principal nos Estados Unidos
Para testar o novo meio de comunicação, os americanos instalaram uma antena no pico do morro do Corcovado (onde atualmente é o Cristo Redentor). A primeira transmissão radiofônica no Brasil foi um discurso do presidente Epitácio Pessoa, que foi captado em Niterói, Petrópolis, na serra fluminense e em São Paulo, onde foram instalados aparelhos receptores. A reação de Roquette-Pinto a essa tecnologia foi: "Eis uma máquina importante para educar nosso povo".
Depois da primeira transmissão no Brasil, em 1922, Roquette Pinto tentou convencer o governo federal a comprar os equipamentos apresentados na Feira Internacional.
Para o bem da comunicação do Brasil, ele não desistiu, e conseguiu convencer a Academia Brasileira de Ciências a comprar os equipamentos. Em 20 de abril de 1923, Roquette-Pinto fundou a primeira emissora oficial de rádio do país, a Rádio Sociedade do Rio de Janeiro (atual Rádio MEC).
Três anos depois, em 1926, a Rádio Sociedade lançou a revista Eléctron, dedicada à recém surgida tecnologia do rádio com diagramas de receptores da época, tendo Roquette Pinto como diretor. Foi a primeira revista desse segmento no Brasil.
Em 1936, doou a emissora ao governo brasileiro, especificamente ao Ministério da Educação, transformando-a na Rádio MEC.
Roquette-Pinto também foi radioamador e participou de várias associações da categoria, como a Liga dos Amadores Brasileiros de Rádio Emissão (LABRE). Em 1937 sua estação detinha o indicativo SB1AG.

### No Primeiro Congresso Brasileiro de Eugenia
Foi organizado em comemoração ao centenário da Academia Brasileira de Medicina e presidido por Roquette-Pinto e Renato Ferraz Kehl. O evento ficou marcado como um dos principais congressos de eugenia da América Latina, tendo reunido importantes figuras da comunidade intelectual brasileira e latino-americana. No início dos anos 1930, no auge das discussões sobre controle eugênico da imigração, dos matrimônios e da natalidade, eugenistas brasileiros fundariam a Comissão Central Brasileira de Eugenia, criada com o objetivo de assessorar o governo e as autoridades públicas em assuntos relacionados ao aperfeiçoamento eugênico da população.

### Na censura
Em 1936, os aparelhos de rádio já podiam ser comprados em lojas do ramo. Nesse mesmo ano, a Sociedade Rádio do Rio de Janeiro foi doada ao Ministério da Educação e Saúde (MES), que tinha como titular Gustavo Capanema, que comunicou a Roquette-Pinto que a rádio seria incorporada ao Departamento de Propaganda e Difusão Cultural (mais tarde, em 1939, deste departamento surgiria o DIP), órgão responsável pela censura durante parte da era de Getúlio Vargas.
Em resposta, Roquette-Pinto insistiu que a rádio fosse incorporada ao Ministério da Educação e Saúde, com o fim de preservar a função educativa. Roquette Pinto ganhou a disputa. A rádio Sociedade passou a se chamar Rádio Ministério da Educação, ou como é conhecida rádio MEC, mantendo, até hoje, o ideário educativo. Consta que, ao se despedir do comando da emissora que fundara, sussurrou chorando ao ouvido da filha Beatriz: "Entrego esta rádio com a mesma emoção com que se casa uma filha".

### Tentativa de TV Educativa
Com o objetivo de pluralizar o número de emissoras na capital federal - as TVs Tupi de São Paulo e do Rio já estavam em funcionamento -, Getúlio Vargas concedeu-lhe um canal de televisão em 14 de maio de 1952. Porém, a TV Educativa de Roquette-Pinto nunca conseguiu sair do papel. Apesar de planejada nos mínimos detalhes, de possuir financiamento devidamente aprovado pela Câmara Municipal do Distrito Federal e dos seus equipamentos terem sido comprados e embarcados no porto de Nova York, de onde deveriam seguir para o Brasil, eles nunca saíram de lá. Perdido o financiamento, Edgar Roquette-Pinto morreria amargurado dois meses após o suicídio de Getúlio Vargas.

## Legado
No campo intelectual, o nome de Roquette-Pinto esteve estreitamente associado ao campo da antropologia física e da etnografia, tendo dedicado mais de trinta anos de trajetória ao estudo das populações brasileiras. Em 1911, participou do Primeiro Congresso Universal de Raças, realizado em Londres, no qual entrou em contato com grandes nomes da antropologia internacional. Em 1912, realizou uma importante viagem antropológica para a região da Serra do Norte, na entrada da Amazônia, no norte do Mato Grosso. Como resultado dessa viagem, publicou em 1917 o seu diário de viagem, intitulado "Rondônia: Antropologia-Etnografia", obra na qual narrou o seu contato com a população indígena e sertaneja da região. A viagem também inauguraria uma série estudos que antropólogo realizaria nos anos seguintes sobre as características das populações brasileiras. Seus estudos ficariam marcados pela defesa da miscigenação racial e da população mestiça brasileira e por uma forte crítica ao determinismo racial e biológico.
Roquette-Pinto também está entre os mais importantes intelectuais brasileiros que se empenharam na organização e divulgação do movimento eugênico brasileiro, juntamente com Monteiro Lobato, Belisário Penna e Octávio Domingues e Renato Kehl. Dificilmente se situará como um "eugenista", na linhagem de Renato Kehl (ver abaixo, Primeiro Congresso Brasileiro de Eugenia). Já se falou dele como defensor de uma "eugenia positiva", como um intérprete da mestiçagem brasileira que não significava, a seu ver e na contracorrente dos eugenistas europeus -- uma "degeneração". Como um crítico do racismo científico, Roquette-Pinto entendia que a eugenia deveria ser investida para melhorar as condições físicas e mentais de toda população brasileira, sem excluir negros e mestiços do processo de aperfeiçoamento da nação brasileira. Neste aspecto, o antropólogo se insurgiu contra a "eugenia negativa" e o racismo praticado por figuras como Renato Ferraz Kehl, que propunha medidas radicais de intervenção eugênica, como a segregação racial e a esterilização eugênica.

## Obras
- O exercício da medicina entre os indígenas da América (1906)
- Excursão à região das Lagoas do Rio Grande do Sul (1912)
- Guia de antropologia (1915) link
- Rondônia (1916)[18]
- Elementos de mineralogia (1918)
- Conceito atual da vida (1920)
- Seixos rolados Estudos brasileiros (1927)
- Glória sem rumor (1928)
- Ensaios de antropologia brasiliana (1933) link
- Samambaia, contos (1934)
- Ensaios brasilianos (1941)

Publicou também grande número de trabalhos científicos, artigos e conferências entre 1908 e 1926, em diferentes revistas e jornais.